# Igrejas Unidas
Igrejas Unidas ou Igrejas Unificadas são termos usados para designar denominações formadas pela fusão de denominações antecessoras de diferentes famílias denominacionais.
De acordo com o Global Christianity: A Guide to the World’s Largest Religion from Afghanistan to Zimbabwe, em 2020, as igrejas unidas tinham cerca de 77.792.000 de membros (1% da população mundial), sendo o quarto maior grupo protestante (atrás apenas dos pentecostais, anglicanos e batistas).

## História

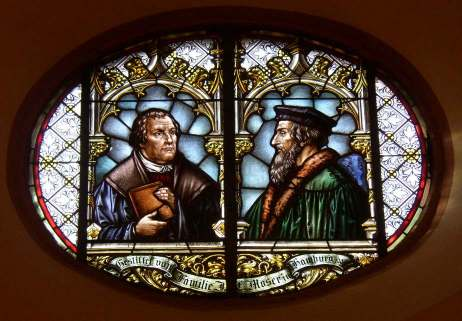
Janela da igreja com Lutero e Calvino para comemorar a União de Baden de 1821

Historicamente, as uniões de igrejas protestantes de famílias denominacionais distintas ocorriam por imposição estatal, para que o governo tivesse um controle mais rígido sobre a esfera religiosa de seu povo.
Todavia, à medida que o ecumenismo cristão tornou-se difundido, as uniões entre denominações de várias tradições protestantes tornaram-se comuns.
Igualmente, outra causa para fusões é o declínio do protestantismo de linha principal, que contribuiu para que denominações em declínio facilitassem a fusão.
O exemplo mais antigo de igreja unida é a União Prussiana de Igrejas, formada em 1817, a partir de uma série de decretos de Frederico Guilherme III da Prússia, que obrigou as igrejas luteranas e reformados na Prússia a se unirem. Várias denominações dentro da Igreja Evangélica na Alemanha são sucessoras desta união.

## Comunhões globais
As igrejas reformadas (presbiterianas, reformadas continentais, congregacionais e valdenses) participaram de todos os movimentos de formação de igrejas unidas conhecidas. Por isso, a maior parte das igrejas unidas é filiada à Comunhão Mundial das Igrejas Reformadas.
As igrejas unidas mais comuns na Europa Continental são fusões entre luteranos e reformados continentais. As igrejas resultantes são, geralmente, filiadas simultaneamente à Comunhão Mundial das Igrejas Reformadas (CMIR) e à Federação Luterana Mundial (FLM). Exemplo: Igreja Protestante Unida da França, Igreja Protestante da Holanda, Igreja Evangélica dos Irmãos Checos e União das Igrejas Protestantes da Alsácia e Lorena.
Na Anglosfera o tipo mais comuns de igreja unida é a fusão entre presbiterianos, congregacionais e metodistas. Essas igrejas participam, simultaneamente, da Comunhão Mundial das Igrejas Reformadas (CMIR) e do Conselho Metodista Mundial (CMM). Exemplo: Igreja Unida do Canadá, Igreja Unida na Austrália, Igreja Unida em Papua-Nova Guiné e Igreja Unida da Zâmbia.
Já no subcontinente indiano as fusões mais comuns envolveram presbiterianos, anglicanos, metodistas, batistas e congregacionais. Assim, essas igrejas participam, ao mesmo tempo, da Comunhão Anglicana (CA), Comunhão Mundial das Igrejas Reformadas (CMIR) e Concílio Metodista Mundial (CMM).
Algumas igrejas do movimento dos Discípulos de Cristo também se uniram com igrejas de outras tradições e continuam membros do Conselho Consultivo Ecumênico dos Discípulos (CCED). Algumas igrejas na Aliança Batista Mundial (ABM) também são unidas.

## Igrejas Unidas
| País | Sub-família denominacional                                                                                             | Denominação                                                                                           | Comunhão               | Número de congregações | Número de membros | Ano       |
| --- | --- | --- | ---------------------- | ---------------------- | ----------------- | --------- |
| Alemanha | Igrejas Unidas (Reformados continentais e Luteranos)                                                                   | Igreja Evangélica na Renânia                                                                          | -                      | 605                    | 2.122.717         | 2025      |
| Alemanha | Igrejas Unidas (Reformados continentais e Luteranos)                                                                   | Igreja Evangélica da Vestfália                                                                        | -                      | 431                    | 1.885.944         | 2024      |
| Alemanha | Igrejas Unidas (Reformados continentais e Luteranos)                                                                   | Igreja Evangélica em Hesse e Nassau                                                                   | -                      | 1.070                  | 1.269.605         | 2024      |
| Alemanha | Igrejas Unidas (Reformados continentais e Luteranos)                                                                   | Igreja Evangélica de Kurhessen-Waldeck                                                                | -                      | 663                    | 687.526           | 2025      |
| Alemanha | Igrejas Unidas (Reformados continentais e Luteranos)                                                                   | Igreja Evangélica de Bremen                                                                           | -                      | 52                     | 153.584           | 2024      |
| Alemanha | Igrejas Unidas (Reformados continentais e Luteranos)                                                                   | Igreja Protestante de Anhalt                                                                          | -                      | 125                    | 24.180            | 2024      |
| Alemanha | Igrejas Unidas (Reformados continentais e Luteranos)                                                                   | Igreja Protestante em Baden                                                                           | -                      | 458                    | 974.576           | 2024      |
| Alemanha | Igrejas Unidas (Reformados continentais e Luteranos)                                                                   | Igreja Evangélica Berlim-Brandemburgo-Alta Lusácia Silésia                                            | -                      | 694                    | 774.820           | 2024      |
| Alemanha | Igrejas Unidas (Reformados continentais e Luteranos)                                                                   | Igreja Evangélica na Alemanha Central                                                                 | -                      | 1.734                  | 573.777           | 2024      |
| Alemanha | Igrejas Unidas (Reformados continentais e Luteranos)                                                                   | Igreja Evangélica do Palatinado                                                                       | -                      | 382                    | 429.934           | 2024      |
| Argentina | Igrejas Unidas (Reformados continentais e Luteranos)                                                                   | Igreja Evangélica do Rio da Prata                                                                     | CMIR e FLM             | 45                     | 25.000            | 2023      |
| Aruba | Igrejas Unidas (Reformados continentais e Luteranos)                                                                   | Igreja Protestante em Aruba                                                                           | -                      | 1                      | -                 | 2004      |
| Austrália | Igrejas Unidas (Presbiterianos, Congregacionais e Metodistas)                                                          | Igreja Unida na Austrália                                                                             | CMIR e CMM             | 2.500                  | 243.000           | 2018      |
| Bangladesh | Igrejas Unidas (Presbiterianos e Anglicanos)                                                                           | Igreja de Bangladesh                                                                                  | CMIR e CA              | 115                    | 22.600            | 2022      |
| Bélgica | Igrejas Unidas (Reformados continentais e Luteranos)                                                                   | Igreja Protestante Unida da Bélgica                                                                   | CMIR e CMM             | 103                    | 3.401             | 2014      |
| Bonaire | Igrejas Unidas (Reformados continentais e Luteranos)                                                                   | Igreja Protestante em Bonaire                                                                         | -                      | 1                      | -                 | 2004      |
| Canadá | Igrejas Unidas (Presbiterianos, Congregacionais e Metodistas)                                                          | Igreja Unida do Canadá                                                                                | CMIR e CMM             | 2.451                  | 325.315           | 2023      |
| Chade | Igrejas Unidas | Igreja Evangélica do Chade                                                                            | -                      | 1.000                  | 200.000           | 2004      |
| Chéquia | Igrejas Unidas (Reformados continentais e Luteranos)                                                                   | Igreja Evangélica dos Irmãos Checos                                                                   | CMIR e FLM             | 242                    | 58.410            | 2022      |
| China (República Popular da China)                                                                               | Igrejas Unidas | Conselho Cristão Chinês                                                                               | CMIR                   | 60.000                 | 38.000.000        | 2018      |
| China (República Popular da China)                                                                               | Igrejas Unidas (Presbiterianos, Congregacionais, Batistas e Metodistas)                                                | Conselho da Igreja de Cristo na China (Hong Kong)                                                     | CMIR e CMM             | 55                     | 28.361            | 2006      |
| Congo (República Democrática do Congo)                                                                           | Igrejas Unidas | Comunidade Evangélica do Congo                                                                        | CMIR                   | 87                     | 83.746            | 2006      |
| Congo (República Democrática do Congo)                                                                           | Igrejas Unidas | Comunidade Evangélica de Kwango                                                                       | -                      | -                      | -                 | -         |
| Curaçao | Igrejas Unidas (Reformados continentais e Luteranos)                                                                   | Igreja Protestante Unida de Curaçao                                                                   | -                      | 1                      | -                 | 2004      |
| Djibuti | Igrejas Unidas | Igreja Evangélica Protestante de Djibuti                                                              | -                      | -                      | -                 | -         |
| República Dominicana                                                                                             | Igrejas Unidas (Presbiterianos e Metodistas)                                                                           | Igreja Evangélica Dominicana                                                                          | CMIR e CMM             | 101                    | 5.000             | 2022      |
| Equador | Igrejas Unidas (Presbiterianos e Metodistas)                                                                           | Igreja Evangélica Unida do Equador                                                                    | CMM                    | -                      | 1.500             | 2016      |
| Espanha | Igrejas Unidas (Presbiterianos, Congregacionais, Valdenses, Metodistas e Luteranos)                                    | Igreja Evangélica Espanhola                                                                           | CMIR e CMM             | 40                     | 3.000             | 2014      |
| Estados Unidos da América                                                                                        | Igrejas Unidas (Reformados continentais, Congregacionais e Luteranos)                                                  | Igreja Unida de Cristo                                                                                | CMIR                   | 4.603                  | 712.296           | 2023      |
| Estados Unidos da América, Canadá, Japão, Rússia, Hungria, Ucrânia, Bulgária, Belarus, Polônia, Malásia e Brasil | Igrejas Unidas (Presbiterianos, reformados continentais, congregacionais, batistas reformados e anglicanos reformados) | Comunhão de Igrejas Evangélicas Reformadas                                                            | -                      | 149                    | -                 | 2024      |
| Estados Unidos da América                                                                                        | Igrejas Unidas (Presbiterianos, Reformados continentais e Anglicanos reformados)                                       | Federação de Igrejas Reformadas                                                                       | -                      | 6                      | -                 | 2020      |
| Etiópia | Igrejas Unidas (Presbiterianos e Luteranos)                                                                            | Igreja Evangélica Etíope Mekane Yesus                                                                 | CMIR e FLM             | 16.000                 | 12.000.000        | 2023      |
| Filipinas | Igrejas Unidas (Presbiterianos, Batista, Discípulos de Cristo e Metodista)                                             | Igreja Unida de Cristo nas Filipinas                                                                  | CMIR e CMM             | 2.564                  | 470.792           | 2020      |
| Filipinas | Igrejas Unidas (Presbiterianos e Metodistas)                                                                           | Igreja Evangélica Unida de Cristo nas Filipinas                                                       | CMIR                   | 72                     | 30.000            | 2004      |
| França | Igrejas Unidas (Reformados continentais e Luteranos)                                                                   | Igreja Protestante Unida da França                                                                    | CMIR e FLM             | 1.000                  | 220.000           | 2023      |
| França | Igrejas Unidas (Reformados continentais e Luteranos)                                                                   | União das Igrejas Protestantes da Alsácia e Lorena - Igreja Protestante Reformada da Alsácia e Lorena | CMIR e FLM             | 240                    | 250.000           | 2019      |
| França | Igrejas Unidas (Reformados continentais e Luteranos)                                                                   | Igreja Protestante Malgaxe na França                                                                  | CMIR e FLM             | 39                     | 10.000            | 2023      |
| Índia | Igrejas Unidas (Presbiterianos, Congregacionais, Reformados continentais, Anglicanos e Metodistas)                     | Igreja do Sul da Índia                                                                                | CMIR e CA e CMM        | 10.114                 | 4.500.000         | 2022      |
| Índia | Igrejas Unidas (Presbiterianos, Anglicanos, Metodistas e Discípulos de Cristo)                                         | Igreja do Norte da Índia                                                                              | CMIR e CA e CMM e CCED | 4.600                  | 2.200.000         | 2023      |
| Jamaica | Igrejas Unidas (Presbiterianos, Congregacionais e Discípulos de Cristo)                                                | Igreja Unida na Jamaica e nas Ilhas Cayman                                                            | CMIR e CCED            | 194                    | 14.000            | 2025      |
| Japão | Igrejas Unidas | Igreja Unida de Cristo no Japão                                                                       | -                      | 1.648                  | 154.787           | 2023      |
| Kiribati | Igrejas Unidas (Presbiterianos, Congregacionais e Anglicanos)                                                          | Igreja Unida de Kiribati                                                                              | CMIR                   | 136                    | 25.216            | 2020      |
| Liechtenstein | Igrejas Unidas (Reformados continentais e Luteranos)                                                                   | Igreja Evangélica em Liechtenstein                                                                    | -                      | 1                      | 2.600             | 2020      |
| Luxemburgo | Igrejas Unidas (Reformados continentais e Luteranos)                                                                   | Igreja Protestante de Luxemburgo                                                                      | -                      | 5                      | 970               | 2004      |
| Myanmar | Igrejas Unidas (Congregacionais e Luteranos)                                                                           | Igreja Evangélica Mara                                                                                | CMIR e FLM             | 87                     | 21.879            | 2023      |
| Omã | Igrejas Unidas (Reformados continentais e Anglicanos)                                                                  | Igreja Protestante de Omã                                                                             | -                      | 9                      | -                 | -         |
| Países Baixos | Igrejas Unidas (Reformados continentais e Luteranos)                                                                   | Igreja Protestante na Holanda                                                                         | CMIR e FLM             | 1.487                  | 1.430.000         | 2024      |
| Papua-Nova Guiné                                                                                                 | Igrejas Unidas (Presbiterianos e Metodistas)                                                                           | Igreja Unida em Papua-Nova Guiné                                                                      | -                      | 2.600                  | 748.961           | 2011      |
| Paquistão | Igrejas Unidas (Presbiterianos, Metodistas, Luteranos e Anglicanos)                                                    | Igreja do Paquistão                                                                                   | CMIR e CA e CMM        | 400                    | 500.000           | 2014      |
| Porto Rico | Igrejas Unidas (Congregacionais e Irmãos de Plymouth)                                                                  | Igreja Evangélica Unida em Porto Rico                                                                 | -                      | 61                     | 4.951             | 2004      |
| Reino Unido | Igrejas Unidas (Presbiterianos, Congregacionais e Discípulos de Cristo)                                                | Igreja Reformada Unida                                                                                | CMIR e CCED            | 1.242                  | 35.844            | 2022      |
| Reunião | Igrejas Unidas (Reformados continentais e Luteranos)                                                                   | Igreja Protestante da Ilha da Reunião                                                                 | -                      | 2                      | 1.100             | 2017      |
| Ilhas Salomão | Igrejas Unidas (Presbiterianos e Metodistas)                                                                           | Igreja Unida nas Ilhas Salomão                                                                        | CMIR                   | 191                    | 50.000            | 2006      |
| Suécia | Igrejas Unidas (Batistas, Pietistas e Metodista)                                                                       | Igreja Unida na Suécia                                                                                | CMIR e CMM e ABM       | 640                    | 58.569            | 2021      |
| Tailândia | Igrejas Unidas (Presbiterianos, Luteranos e Batistas)                                                                  | Igreja de Cristo na Tailândia                                                                         | CMIR                   | 550                    | 130.000           | 2006      |
| Zâmbia | Igrejas Unidas (Presbiterianos e Metodistas)                                                                           | Igreja Unida da Zâmbia                                                                                | CMIR e CMM             | 1.060                  | 4.000.000         | 2024      |
| Global | Igrejas Unidas | Igrejas Unidas                                                                                        | Igrejas Unidas         | 122.656                | 75.467.961        | 2004-2025 |